# Sindiso Khumalo
Sindiso Khumalo est une designer textile sud-africaine née au Botswana.
En 2012, elle crée l'entreprise Sindiso Khumalo et s'attache à utiliser des matériaux durables pour ses créations.
Elle réside à Londres.

## Biographie
Sindiso Khumalo est née au Botswana mais grandit à Durban en Afrique du Sud.
Elle étudie l'architecture à l'université du Cap avant d'obtenir un master en design de textiles futures au Central Saint Martins College of Art and Design de Londres. Elle travaille ensuite avec l'architecte britanno-ghanéen David Adjaye.
En 2012, elle crée l'entreprise Sindiso Khumalo. Sa première collection est présentée au concours de l'étoile montante du magazine Elle (Elle Magazine Rising Star) et la propulse dans l'univers de la mode.
Elle-même à cheval entre plusieurs cultures, elle qualifie en 2015 son esthétique de « mélange d'influences africaines mais aussi d'architecture moderniste, qui a tendance à être assez froide avec tout son béton », un « Afro-Bauhaus-Gone-Pop ».
Elle s'attache à utiliser des matériaux durables pour ses créations.
En 2021, elle présente sa nouvelle collection printemps-été lors du défilé prêt-à-porter à Milan